# Felkari izom

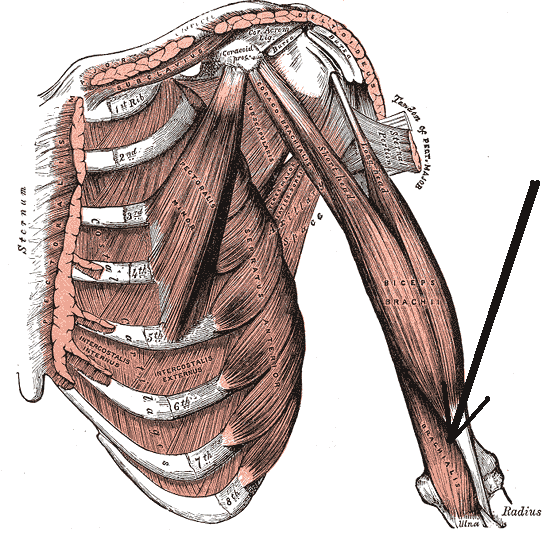
A felső végtag és a bordaközi izmok (a nyíl mutatja a felkari izmot)

A felkari izom (latinul musculus brachialis) egy izom az ember felkarján.

## Eredés, tapadás, elhelyezkedés
A felkarcsont (humerus) elülső felszínének a distális részéről ered, közvetlenül a musculus coracobrachialis tapadása alatt. A singcsont (ulna) dudoros részén tapad (tuberositas ulnae).

## Funkció
Az egyik fő hajlítója az alkarnak.

## Beidegzés. vérellátás
A nervus musculocutaneus idegzi be. Az arteria recurrens radialis látja el vérrel.